# Orient XXI
Orient XXI (prononcer « 21 ») est un journal en ligne sur le monde arabe, le monde musulman et le Moyen-Orient, créé en 2013. Il est dirigé par Alain Gresh.
Orient XXI est lancé le 1er octobre 2013, en français, en arabe, en persan, en anglais, en espagnol et en italien.

## Généralités

### Composition éditoriale et soutien
Orient XXI est un site écrit par des chercheurs et des journalistes spécialistes du Moyen-Orient. Il donne la parole à des économistes, des historiens, des militants et à des diplomates, à des juristes et à des écrivains. qui expriment leur point de vue sur l'actualité de cette région,. Il propose un suivi des grands événements politiques qui agitent le Moyen-Orient et le Maghreb. Il s’intéresse aussi aux dynamiques de fond, économiques, culturelles ou environnementales, qui façonnent ces sociétés, tout en publiant des analyses historiques et de courts articles pédagogiques, centrés notamment sur des notions-clés de la religion musulmane. Il accorde un intérêt particulier au conflit israélo-palestinien. 
Orient XXI reçoit une moyenne de 300 000 visiteurs uniques par mois. En une décennie, le site a publié plus de 5 000 articles, signés par 1 200 auteurs différents. Une partie de cette production est traduite en arabe, mais aussi en anglais, persan, espagnol et italien. Cette diversité de profils « donne à Orient XXI une tonalité singulière, à mi-chemin d’un média spécialisé et d’une publication académique ».
Il est soutenu par Mediapart, qui reprend régulièrement ses articles. La Société française d'histoire des outre-mers souligne la richesse des dossiers historiques d'Orient XXI. 

### Diversification
Orient XXI organise régulièrement des colloques et des débats sur des thèmes liés au Proche-Orient,, et est partie prenante du prix Michel Seurat décerné chaque année à un jeune chercheur qui consacre ses travaux au Proche-Orient ou au Maghreb.
En 2021, une collection Orient XXI est fondée en collaboration avec le journal en ligne.
Orient XXI cherche à constituer un réseau de médias indépendants implantés dans différents pays d'Afrique du Nord et du Proche-Orient. Selon Alain Gresh, « toutes ces publications partenaires sont issues des printemps arabes. Elles ont été créées par des démocrates. Nous avons tenté de renforcer ces structures dans des pays où il devient de plus en plus difficile de les maintenir ». L’Agence française de développement a soutenu ces médias indépendants sur le monde arabe à hauteur de 605 830 euros entre 2018 et 2022, et plus de 180 000 euros supplémentaires ont été attribués en décembre 2022. Les partenaires exécutifs du projet sont Canal France International (CFI), le Comité catholique contre la faim et pour le développement (CCFD-Terre Solidaire) et l’Institut de recherche sur le Maghreb contemporain.

### Organisation et financement
Le site Orient XXI est entièrement gratuit et ne comprend aucune publicité. Son modèle économique repose sur un vaste réseau de rédacteurs bénévoles, deux campagnes de collecte de dons par an et quelques aides de l’État.
Juridiquement, il s’agit d’une association. Orient XXI adhère au Syndicat de la presse indépendante d'information en ligne et affiche les règles de déontologie auxquelles il se conforme.

## Équipe

### Responsables
- Directeur : Alain Gresh ;
- Directeur adjoint : Christian Jouret ;
- Rédactrice-en-chef : Sarra Grira ;
- Membre du comité éditorial : Laurent Bonnefoy ;
- Membre du comité éditorial : Françoise Feugas ;
- Membre du comité éditorial : Jean Stern.

### Comité de rédaction
- Leyane Ajaka Dib Awada
- Rami Abou Jamous, récipiendaire de trois Prix Bayeux-Calvados des correspondants de guerre en 2024
- Claire Beaugrand
- Akram Belkaïd
- Martine Bulard
- Rémi Carayol
- Marc Cher-Leparrain (Philippe Gunet), mort en 2019[16]
- Sylvain Cypel
- Fatiha Dazi-Héni
- Chris den Hond
- Rébecca Devine
- Nicolas Dot-Pouillard
- Chaymaa Hassabo
- Bernard Hourcade
- Aboubakr Jamaï
- Aya Khalil
- Henri Mamarbachi
- Hicham Mansouri
- Khadija Mohsen-Finan
- Jean-Michel Morel
- Pierre Prier
- Jean-Pierre Séréni
- Léonard Sompairac.

## Logotype de l'association

Logo d'origine
Logo au 1er octobre 2018
Logo d'Afrique XXI

## Critiques
Le média nationaliste et monarchiste marocain Le360 accuse en 2020 Orient XXI de publier des articles hostiles au royaume du Maroc. Le site marocain Atlasinfo lui reproche aussi un article la même année concernant le journaliste d'investigation Omar Radi, arrêté et considéré comme un prisonnier d'opinion par Human Rights Watch.
L’affaire Sophie Pommier concerne cette ancienne collaboratrice du ministère des Affaires étrangères, intervenante à Sciences Po Paris, régulièrement invitée à Radio France et auteure d'un ouvrage sur l'Egypte. Alors membre du comité éditorial de Orient XXI, elle est filmée en train d'arracher des affiches d'otages du Hamas, en novembre 2023. L’Express met en cause Orient XXI, le présentant comme « l’un des centres de gravité de la sphère propalestinienne en France ». Selon le site Arrêt sur images, « Radio France et Orient XXI sont visés par l'affaire Sophie Pommier », mais les médias auraient omis de parler de la venue de la Ligue de défense juive (groupe d'extrême-droite), dans l'immeuble de la chercheuse ainsi que de des menaces de morts reçues. Sophie Pommier, n’écrit plus pour ce média depuis novembre 2023.